# Maurice Berty
Maurice Berty, pseudonyme de Jean Marie Pierre Henri de Lambertye, né le 15 juillet 1884 à Gionges et mort le 23 décembre 1946 à Paris 6e, est un illustrateur français.

## Biographie
Henri de Lambertye est né au château de la Crolière, à Gionges (Marne) le 15 juillet 1884, de Paul Marie Louis Joseph, rentier, âgée de 33 ans et de Clémentine Marie Madeleine de Liron d'Airoles, sans profession. Il est le cadet de cinq enfants : Marie Louise Claire (1878-1914), Roger Marie Joseph Alexandre (1880), Bernard Marie Gustave Gabriel (1882), Guillemette Marie Cécile Henriette (1883-1968).
Henri de Lambertye adopte le pseudonyme de Maurice Berty afin de se distinguer de son grand-père, Léonce Auguste Marie (1810-1877), connu pour ses travaux en horticulture. Il participe à la Première Guerre mondiale et est blessé à la bataille de la Marne en septembre 1914.
À Paris, il commence à collaborer à divers magazines : Fantasy, Lectures pour tous, Bagatelles, mais l'illustration est pour lui seulement un passe-temps, étant donné sa situation de fortune. C'est seulement après la Grande Guerre et son mariage que l'illustration devient pour lui une profession à temps plein. Il commence alors à travailler pour les éditeurs de l'époque, surtout pour Nilsson mais aussi pour la Collection Nelson. Il illustre les livres de la Bibliothèque de Suzette. Il conçoit également des annonces publicitaires, entre autres pour les grands magasins Le Bon Marché, pour les Établissements Th. Bourdier, marchands de bijoux, et pour les programmes de différents théâtres.
Il a également écrit un livre d'histoire, Louis XIV, roi de France 1638-1715 (Paris, Société d'impressions d'art, 1936), qui, en 1942, lui a valu le prix Bordin de l'Académie des inscriptions et belles-lettres.
Maurice Berty meurt à Paris le 23 décembre 1946.

## Ouvrages illustrés par Maurice Berty
- Henry de Graffigny, Les Martyrs du pôle, Paris, Librairie Gedalge, 1934, 253 p. (BNF 32421812, lire en ligne).
- Prosper Mérimée, Carmen ; Colomba, Paris, Nilsson, coll. « La bibliothèqye précieuse », 1931, 253 p. (BNF 32442413, lire en ligne).
- l'abbé Prévost, Histoire de Manon Lescaut et du chevalier des Grieux, Paris, Nilsson, 1930, 205 p. (BNF 31149713, lire en ligne).
- Madeleine Vrignault, L'Héritier de Monsieur de Salernes, Tours, Maison Alfred Mame et fils, 1927, 224 p. (BNF 31609579, lire en ligne)
- Hans Christian Andersen, Les Contes, Paris, Delagrave, 1930, 192 p. (BNF 31718842)
- Honoré de Balzac, Le Lys dans la vallée, Paris, A. Lahure, 1947, 305 p. (BNF 31757160)
- Alphonse de Lamartine, Graziella ; Le tailleur de pierres de Saint-Point, Paris, Nilsson, 1928, 253 p. (BNF 32341476, lire en ligne).
- Charles Robert-Dumas, Contes verts de ma mère-grand, Paris, Boivin, 1951, 160 p. (BNF 43428621)
- Robert-Dumas, Charles. Contes d'or de ma mère-grand, illustrations de Maurice Berty, J. Duche, Jean de la Fontinelle, Félix Lorioux et A. Berty, Paris, Boivin, 1929, in-4°, 158p.
- Georges Pierre, Les Chevaliers du Roy, Tours, Alfred Mame et fils, 1926, 368 p. (BNF 31108730, lire en ligne).
- Gisèle et Tancrède Vallerey, Le mystère des ruines, Paris, Gédalge, 1929, 93 p. (BNF 31523891).
- André Canaux, Guillaume Tell, Tours, Alfred Mame et fils, 1933, 75 p. (BNF 31903282).
- Chateaubriand, Atala ; René ; Le dernier des abencérages, Paris, Nilsson, coll. « Emeraude », 1930, 189 p. (BNF 31933982, lire en ligne).
- Benjamin Constant, Adolphe ; Le cahier rouge, Paris, Nilsson, coll. « La bibliothèqye précieuse », 1931, 252 p. (BNF 31964315, lire en ligne).
- Dickens, Le Grillon du foyer ; Cantique de Noël, Paris, Nelson, 1931, 242 p. (BNF 32028709, lire en ligne).
- Dickens, Les Années d'enfance de David Copperfield, Paris, Nelson, 1933 (BNF 32028900).
- Choderlos de Laclos, Les Liaisons dangereuses, Paris, Nelson, 1927, 243 p. (BNF 38654661).
- Henry Murger, Scènes de la vie de bohème, Paris, Maurice Glomeau, 1929, 297 p. (BNF 30997966).
- Contes du moyen âge tirés des romans de chevalerie et mis en prose par Gassies des Brulies, Paris, Delagrave, 1927, 301 p. (BNF 32148108).
- Jean de Paris : /texte renouvelé par Gassies des Brulies, Paris, Delagrave, 1929, 181 p. (BNF 41656949).
- Les Nouveaux Exploits du Mouron Rouge, de la baronne Orczy, Collection Nelson, n°323, 1931[3].
- La Capture du Mouron Rouge, de la baronne Orczy, Collection Nelson, n°359, 1933[4].

## Galerie

Œuvres de Maurice Berty
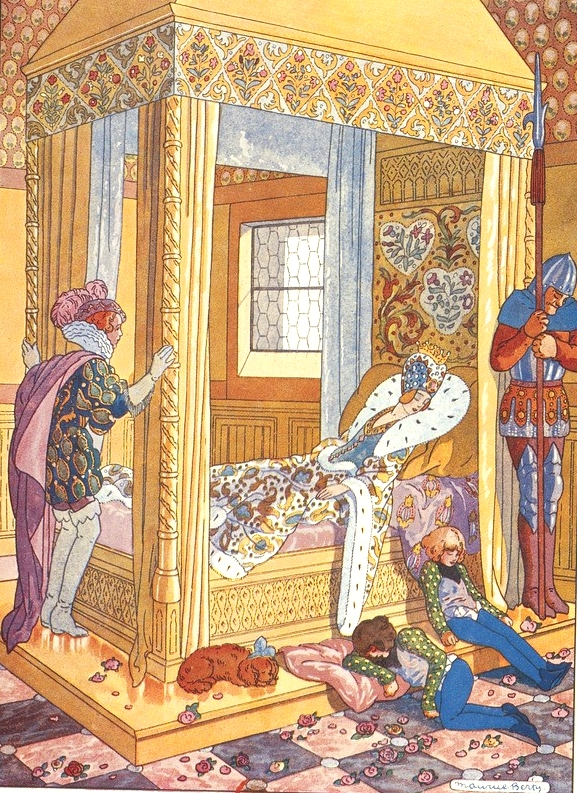
La Belle au bois dormant, Charles Perrault.
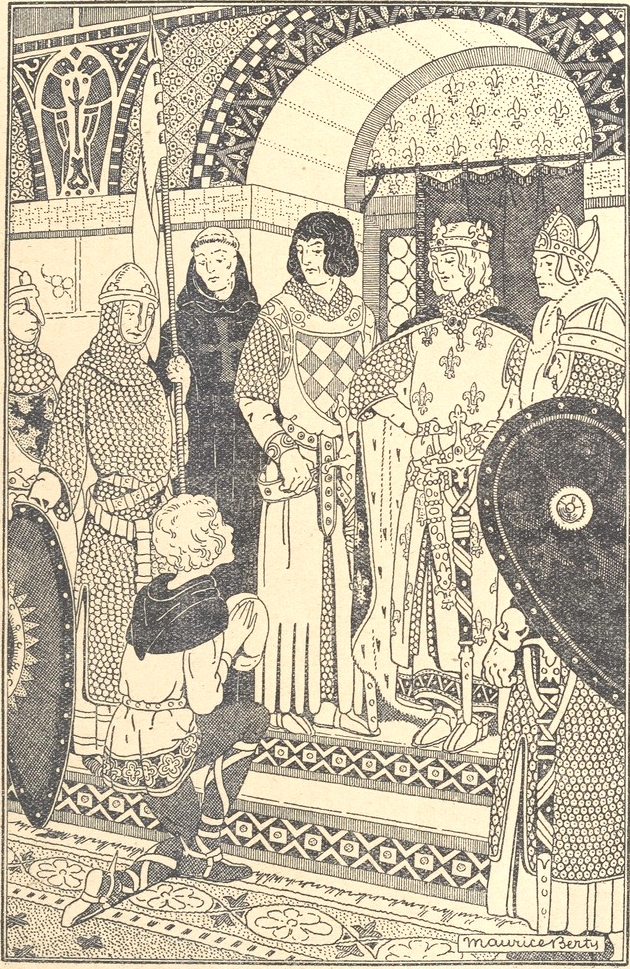
Les Chevaliers du Roy, Georges Pierre.
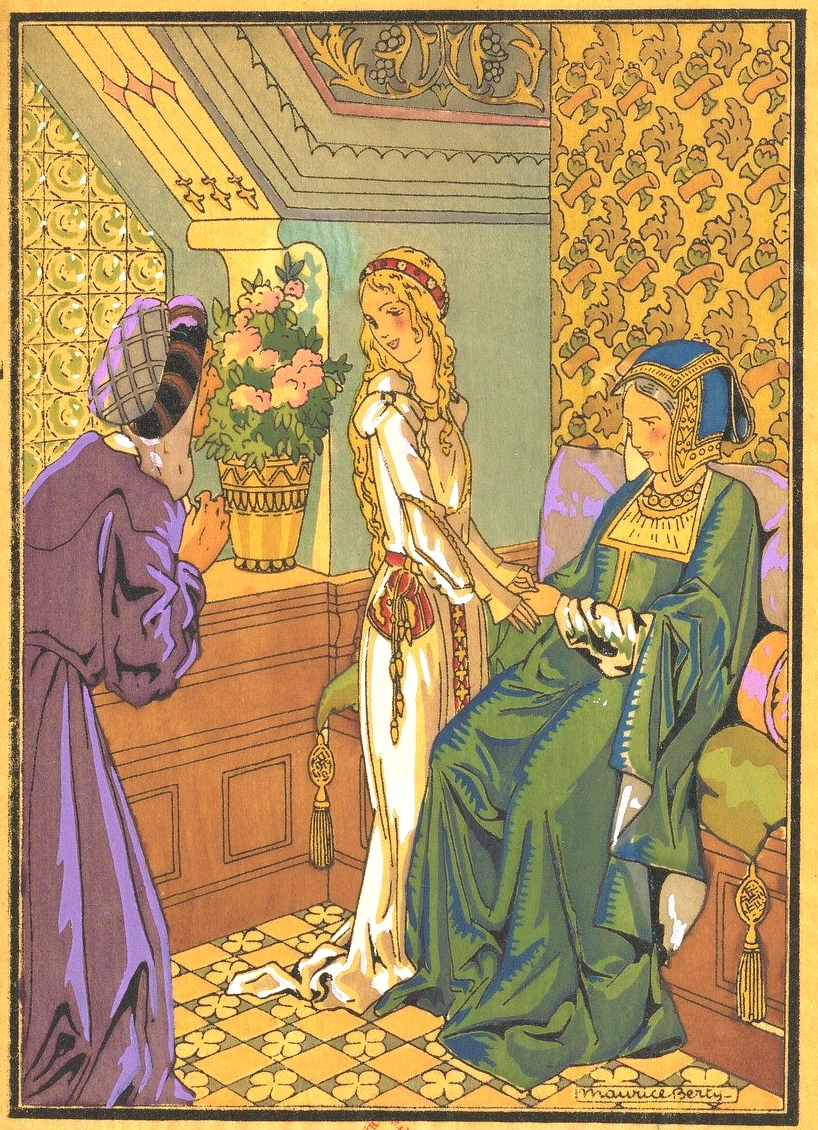
Roméo et Juliette, William Shakespeare.